# سعيد تركمان
سعيد تركمان، لاعب كرة قدم قطري . لعب سابقاً مع نادي الريان ونادي الخريطيات .

## روابط خارجية
- سعيد تركمان على موقع Soccerway.com (الإنجليزية)